# グロジェヴォ
グロジェヴォ（ブルガリア語: Глоджево、発音 [ˈɡɫɔd͡ʒɛvo]）は、ブルガリア北東部のルセ州ヴェトヴォ市にある基礎自治体（オプシュティナ）。